# Praga 19
Praga 19 – dzielnica Pragi rozciągająca się na północny wschód od centrum miasta, na wschód od Wełtawy. Składa się z mniejszych dzielnic: Satalice, Vinoř, Kbely. Posiada 78 ulic i 1043 zarejestrowanych adresów.
Istnieje tutaj lotnisko Praha-Kbely oraz Muzeum Lotnictwa Kbely.
Obszar dzielnicy wynosi 5,99 km² i jest zamieszkiwany przez 6 149 mieszkańców (2008).